# Mus platythrix
Mus platythrix là một loài động vật có vú trong họ Chuột, bộ Gặm nhấm. Loài này được Bennett mô tả năm 1832.